# إليانور من صقلية
إليانور من صقلية (1325–1375) هي ملكة أراغون قرينة بزواجها من بيدرو الرابع من 1349 إلى 1375.
هي أبنة بيترو الثاني ملك صقلية وإليزابيث من كارينثيا، وأيضا هي والدة خوان الأول ومارتن الأول وليونور، ملكة قشتالة.